# Kutalmış
Koutoulmich ou Qutalmish (en persan : قتلمش,   en orthographe turque moderne : Kutalmış) est un prince seldjoukide, petit-fils de Seldjouk et fils d'Arslan-Israïl (en) (?-1032).   
Cousin de Toghrul-Beg, il joua un rôle clef dans les conquêtes des Turcs seldjoukides. En 1046, il remporta sur les Byzantins la victoire de Ganja (en).
Selon le récit du chroniqueur Ibn al-Athir, Koutoulmich portait le laqab (titre honorifique) de Shihab al-Dawla. En 1064, à la mort de Toghrul, il se rebella contre l'accession au trône d'Alp Arslan et marcha vers Rayy, sa capitale. Alp Arslan tenta de se réconcilier avec lui mais Koutoulmich refusa, mit à sac les villages environnants et fit inonder la plaine salée qui séparait les armées. Nizam al-Mulk, vizir d'Alp Arslan, avait amené des troupes nombreuses et disciplinées du Khorasan et s'était assuré le soutien des oulémas et des ascètes. Koutoulmich, qui pratiquait l'astrologie, vit que les présages étaient mauvais pour lui et voulut se retirer mais Alp Arslan trouva une route à travers le marais et mit en déroute les troupes de Koutoulmich. Celui-ci mourut pendant la bataille près du château de Kurdkuh, sans qu'on sache la cause exacte de sa mort. Alp Arslan voulait faire exécuter les prisonniers mais Nizam al-Mulk le convainquit de les épargner. Dans la perspective historique d'Ibn al-Athir, Koutoulmich représente l'ancienne pratique guerrière des Turcs nomades, indisciplinés et pillards, qui s'oppose à celle de l'État organisé arabo-persan incarné par Alp Arslan. 
Selon une tradition incertaine, Koutoulmich laissa quatre fils qui restèrent captifs jusqu'à la fin du règne d'Alp Arslan. À la mort de celui-ci en 1072, ils recouvrèrent la liberté, soit en s'évadant, soit avec le consentement de son successeur Malik Chah. Deux de ces fils allèrent chercher l'aventure en Palestine où ils furent  capturés par le gouverneur Atsiz ibn Abaq qui les livra à Malik Chah. Les deux autres se fixèrent dans le sud de l'Anatolie où leur ascendance seldjoukide leur valait un certain prestige auprès des tribus turkmènes. Un de ces fils, Süleyman, est le fondateur du sultanat de Roum
D'après la similitude de nom, il est possible que Koutoulmich soit un ancêtre, voire le père de Koutloumous, fondateur du monastère de Koutloumousiou, sur le Mont Athos, bien qu'aucune source ancienne ne le confirme,,,,,,.